# Lac Kutubu
Le lac Kutubu est un lac de montagne des Hautes-Terres méridionales en Papouasie-Nouvelle-Guinée. Il se situe à l'est du fleuve Kikori, qui lui sert d'exutoire. Il se trouve à environ 50 km au sud-ouest de Mendi, la capitale de la province. 

## Géographie
C'est l'un des rares lacs du pays à s'être formé dans une dépression au sein des montagnes découpées.C'est le deuxième plus grand lac de Papouasie-Nouvelle-Guinée, après le Lac Murray, et, avec son altitude de 800 m , le plus grand lac de montagne. Sa superficie est de 49,24 km2, tandis que celle de son  bassin versant est de 250 km2. Le lac Kutubu et le lac Sentani forment une écorégion inscrite sur la liste Global 200 établie par le Fonds mondial pour la nature (WWF).
Le lac comporte quelques îles, dont la plus grande est celle de Wasemi, dans sa partie nord. L'eau du lac est très claire. Sa profondeur atteint les 70 m . Il est alimenté par plusieurs sources, la plus grande partie de son contenu provenant de sources souterraines. Le bassin versant est habité par deux principales ethnies , les Foe au sud, et les Fasu au nord. Le bassin comporte 33 villages, représentant une population de 10,885 habitants.
Le lac a donné son nom au premier projet commercial en Papouasie-Nouvelle-Guinée d'exploitation d'un champ pétrolifère situé à proximité, le Kutubu Oil Project,  mené par la société Oil Search Limited, qui a commencé sa production en 1992. Le développement a soutenu l'économie locale, et a provoqué une forte immigration dans la région, et des problèmes écologiques résultant de la croissance trop rapide de la population, dont de la pollution, la destruction de forêts et la surpêche. La création d'une gazoduc et d'un pipeline sont attendus, avec des risques d'accroissement liés de ces dommages écologiques, en fonction de la façon dont les projets seront conduits.

## Faune
Le Lac Kutubu présente 13 espèces endémiques de poissons, ce qui en fait l'habitat lacustre le plus riche de la zone  Nouvelle-Guinée Australie. Les espèces de poissons endémiques sont  :
- Oloplotosus torobo
- Melanotaenia lacustris
- Craterocephalus lacustris
- Hephaestus adamsoni
- Mogurnda furva
- Mogurnda kutubuensis
- Mogurnda maccuneae
- Mogurnda mosa
- Mogurnda spilota
- Mogurnda variegata
- Mogurnda vitta

En outre, l'écrevisse Parastacid Cherax papuanus est elle aussi endémique.

## Conservation
En raison de sa biodiversité et son importance écologique, la zone a été désignée « zone humide d'importance internationale » par la Convention de Ramsar. La zone comprise sous cette désignation correspond à la zone proposée pour inscription sur liste du patrimoine mondial naturel à l'UNESCO,. 